# Présidence française du Conseil de l'Union européenne en 1995
 (juillet 2025).
Si vous disposez d'ouvrages ou d'articles de référence ou si vous connaissez des sites web de qualité traitant du thème abordé ici, merci de compléter l'article en donnant les références utiles à sa vérifiabilité et en les liant à la section « Notes et références ».
La présidence française du Conseil de l'Union européenne en 1995 désigne la dixième présidence du Conseil de l'Union européenne effectuée par la France depuis la création de l'Union européenne en 1958.
Elle fait suite à la présidence allemande de 1994 et précède celle de la présidence espagnole du Conseil de l'Union européenne à partir du 1er juillet 1995.

## Dépôt de la demande d'adhésion de la Roumanie
C'est lors de cette présidence et à la suite de la déclaration de Snagov que la Roumanie, alors récemment sortie de la période communiste que Nicolae Vacaroiu dépose une demande d'adhésion à l'UE au nom de son pays.